# حرائق الغابات 2021
موسم حرائق الغابات لعام 2021 يشمل حرائق الغابات في قارات متعددة. حتى في منتصف السنة التقويمية، كانت مواسم حرائق الغابات أكبر مما كانت عليه في الموسم السابق، مع زيادة الطقس المتطرف الناجم عن تغير المناخ مما زاد من شدة الحرائق وحجمها. 

## أفريقيا

### الجزائر
- حرائق غابات الجزائر 2021

### جنوب أفريقيا
- حريق جبل تيبل 2021

## آسيا
الهند
- حرائق الغابات في وادي دزوكو 2020–21
- حرائق غابات سيمليبال 2021

تركيا
- حرائق الغابات التركية 2021

### روسيا
- حرائق الغابات الروسية 2021

## أوروبا

### اليونان
- حرائق غابات اليونان 2021 [2]

### قبرص
- حرائق الغابات في ليماسول 2021 [3]

### إيطاليا
- حرائق غابات سردينيا 2021

### فرنسا
- حرائق غابات فرنسا 2021

## أمريكا الشمالية
كان من المتوقع أن يكون موسم حرائق الغابات في أمريكا الشمالية قاسياً، مع ظروف جفاف قياسية ودرجات حرارة عالية في الربيع في الغرب. كان هناك 311 حريق غابات مبكر في الأشهر الأربعة الأولى من العام في ولاية أريزونا، مقارنة بـ 127 حريقًا في نفس الفترة من عام 2020. وصل الضباب من حرائق الساحل الغربي إلى مدن الساحل الشرقي، وتسبب تلوث الجسيمات في جودة الهواء غير الصحية في نيو هامبشاير في يوليو 2021.
كندا
- حرائق الغابات في كولومبيا البريطانية 2021
  - حريق غابة لايتون

الولايات المتحدة الأمريكية
- حرائق الغابات في ولاية أريزونا 2021
- حرائق الغابات في كاليفورنيا 2021
- حرائق الغابات في كولورادو 2021
- حرائق الغابات في نيو مكسيكو 2021
- حرائق الغابات في ولاية أوريغون 2021
- حرائق الغابات في تكساس 2021
- حرائق الغابات في ولاية يوتا 2021
- حرائق الغابات في واشنطن 2021

## أمريكا الجنوبية
- حرائق الغابات الأرجنتينية باتاغونيا 2021

## أوقيانوسيا
- موسم حرائق الغابات الأسترالي 2020–21